# Atalanta Bergamasca Calcio 1921-1922
Questa pagina raccoglie i dati riguardanti l'Atalanta e Bergamasca di Ginnastica e Scherma Sezione Calcio nelle competizioni ufficiali della stagione 1921-1922.

## Stagione
Il campionato è caratterizzato dalla scissione federale tra CCI e FIGC, con i neroazzurri che si iscrivono al campionato organizzato da quest'ultima.
La società acquista numerosi giocatori "forestieri" provenienti dall'Enotria Goliardo, società milanese che chiude i battenti per problemi economici. I risultati tuttavia non sono positivi, con un terzo posto su quattro squadre.
Come la stagione precedente, disputa il torneo di consolazione senza però riuscire a qualificarsi per le fasi finali.
I bergamaschi incontrano per la prima volta squadre blasonate come Genoa e Pro Vercelli in partite amichevoli (entrambe perse), nonché gli svizzeri dell'Aarau (2-2).
La squadra non viene iscritta alla neonata Coppa Italia 1922.

## Organigramma societario
Area direttiva
- Presidente: Enrico Luchsinger
- Vice presidenti: ?
- Segretario: ?
- Cassiere: ?
- Consiglieri: ?

Area tecnica
- Commissione tecnica: ?

Area sanitaria
- Medico sociale: ?
- Massaggiatore: ?

## Rosa
| N. |                   | Ruolo | Calciatore           |
| -- | ----------------- | ----- | -------------------- |
|    | Italia (bandiera) | P     | Vittorio Pelvi       |
|    | Italia (bandiera) | D     | Giovanni Ardizzi     |
|    | Italia (bandiera) | D     | Bruno Bianchi        |
|    | Italia (bandiera) | D     | Procolo Pianetti (I) |
|    | Italia (bandiera) | D     | Franco Pironi        |
|    | Italia (bandiera) | C     | Lorenzo Campana      |
|    | Italia (bandiera) | C     | Luigi Colombelli     |
|    | Italia (bandiera) | C     | Giuseppe Facoetti    |
|    | Italia (bandiera) | C     | Francesco Malagni    |

| N. |                   | Ruolo | Calciatore            |
| -- | ----------------- | ----- | --------------------- |
|    | Italia (bandiera) | C     | Ottavio Moretti       |
|    | Italia (bandiera) | C     | Giuseppe Pironi       |
|    | Italia (bandiera) | C     | A. Ravasio            |
|    | Italia (bandiera) | A     | Giacomo Cornolti      |
|    | Italia (bandiera) | A     | Luca Pierino Cornolti |
|    | Italia (bandiera) | A     | Camillo Fenili        |
|    | Italia (bandiera) | A     | Edoardo Moretti       |
|    | Italia (bandiera) | A     | Edoardo Chieppi       |

## Calciomercato
| Acquisti | Acquisti        | Acquisti         | Acquisti |
| R.       | Nome            | da               |          |
| -------- | --------------- | ---------------- | -------- |
| A        | Edoardo Chieppi | Enotria Goliardo |          |
| P        | Vittorio Pelvi  | Enotria Goliardo |          |
| D        | Franco Pironi   | Enotria Goliardo |          |
| C        | Giuseppe Pironi | Enotria Goliardo |          |

| Cessioni | Cessioni          | Cessioni | Cessioni |
| R.       | Nome              | a        |          |
| -------- | ----------------- | -------- | -------- |
| C        | Innocente Colombo | Carpi    |          |

| Lasciati liberi | Lasciati liberi | Lasciati liberi                        | Lasciati liberi |
| R.              | Nome            | Motivo                                 |                 |
| --------------- | --------------- | -------------------------------------- | --------------- |
| A               | Magnaghi        | rientra a Milano per servizio militare |                 |
| A               | Luigi Pianetti  | assente per motivi di lavoro           |                 |
| P               | Elia Rizzi      | smette di giocare                      |                 |

## Risultati

### Prima Categoria

#### Girone d'andata
| Arbitro: | Casetta (Milano) |

|  |           |                            |
|  | Marcatori | 25’ Chieppi 70’ G.Cornolti |

| Arbitro: | Pozzi (Monza) |

|            |           |  |
| Bellomo 4’ | Marcatori |  |

| Arbitro: | Bistoletti (Milano) |

|                |           |               |
| Cornolti I 58’ | Marcatori | 40’, 48’ Poli |

#### Girone di ritorno
| Arbitro: | Bottelli (Milano) |

|                                                |           |                     |
| Ardizzi 28’ (rig.) Bianchi 40’ Cornolti II 57’ | Marcatori | 5’ Barè 70’ Luraghi |

| Arbitro: | Pozzi (Monza) |

|                                       |           |                                |
| Bianchi 9’ Cornolti II 42’ Fenili 71’ | Marcatori | 45’ Orsenigo 74’ (rig.) Quadri |

| Arbitro: | Crivelli (Milano) |

|                                                                                |           |  |
| Defendi 25’ Ardizzi 27’ (aut.) Poli 46’, 88’ Talamazzini 70’, 83’ Ardigò I 77’ | Marcatori |  |

### Torneo di consolazione

#### Girone d'andata
| Arbitro: | Trezzi (Milano) |

|                                |           |  |
| Cornolti II 17’ Ravasio II 68’ | Marcatori |  |

| Milano 8 gennaio 1922, ore ? 3ª giornata | AC Libertas         | 0 – 3 | Atalanta | Campo di via Bersaglio\| Arbitro: \| Bistoletti (Milano) \| |
| Arbitro:                                 | Bistoletti (Milano) |       |          |                                                             |

| Monza 5 febbraio 1922, ore ? 4ª giornata                                      | Monza     | 4 – 0 | Atalanta | Campo delle Grazie Vecchie |
| \| \| \| \| \| Crippa 15’ Bianchi 31’ Crippa 59’ Villa 88’ \| Marcatori \| \| |           |       |          |                            |
|                                                                               |           |       |          |                            |
| Crippa 15’ Bianchi 31’ Crippa 59’ Villa 88’                                   | Marcatori |       |          |                            |

| Bergamo 21 marzo 1922, ore ? 2ª giornata | Atalanta | 2 – 0 A tav. | Pavia | Stadio della Clementina |

| Mornello di Maslianico 26 marzo 1922, ore ? 3ª giornata | Chiasso   | 1 – 1 | Atalanta | Stadio della Giovannina |
| \| \| \| \| \| ??? \| Marcatori \| ??? \|               |           |       |          |                         |
|                                                         |           |       |          |                         |
| ???                                                     | Marcatori | ???   |          |                         |

#### Girone di ritorno
| Pavia 26 febbraio 1922, ore ? 7ª giornata      | Pavia     | 1 – 2 | Atalanta | Stadio Velodromo |
| \| \| \| \| \| Redaelli \| Marcatori \| ??? \| |           |       |          |                  |
|                                                |           |       |          |                  |
| Redaelli                                       | Marcatori | ???   |          |                  |

| Bergamo 5 marzo 1922, ore ? 8ª giornata | Atalanta | 2 – 0 A tav. | AC Libertas | Stadio della Clementina |

| Bergamo 12 marzo 1922, ore ? 9ª giornata                       | Atalanta  | 1 – 1            | Chiasso | Stadio della Clementina |
| \| \| \| \| \| Bianchi 50’ \| Marcatori \| 66’ (aut.) Pelvi \| |           |                  |         |                         |
|                                                                |           |                  |         |                         |
| Bianchi 50’                                                    | Marcatori | 66’ (aut.) Pelvi |         |                         |

| Arbitro: | Muttoni (Treviglio) |

|                            |           |                |
| Ravasio 16’ Cornolti I 40’ | Marcatori | 46’, 47’ Villa |

| Varese 2 aprile 1922, ore ? 6ª giornata   | Varese    | 0 – 1 | Atalanta | Campo delle Bettole |
| \| \| \| \| \| ??? \| Marcatori \| ??? \| |           |       |          |                     |
|                                           |           |       |          |                     |
| ???                                       | Marcatori | ???   |          |                     |

## Statistiche

### Statistiche di squadra
| Competizione                    | Punti | In casa | In casa | In casa | In casa | In casa | In casa | In trasferta | In trasferta | In trasferta | In trasferta | In trasferta | In trasferta | Totale | Totale | Totale | Totale | Totale | Totale | DR |
| Competizione                    | Punti | G       | V       | N       | P       | Gf      | Gs      | G            | V            | N            | P            | Gf           | Gs           | G      | V      | N      | P      | Gf     | Gs     | DR |
| ------------------------------- | ----- | ------- | ------- | ------- | ------- | ------- | ------- | ------------ | ------------ | ------------ | ------------ | ------------ | ------------ | ------ | ------ | ------ | ------ | ------ | ------ | -- |
| 1ª Categoria girone B           | 6     | 3       | 2       | 0       | 1       | 7       | 6       | 3            | 1            | 0            | 2            | 2            | 8            | 6      | 3      | 0      | 3      | 9      | 14     | -5 |
| Torneo di Consolazione girone B | 11    | 4       | 2       | 2       | 0       | 7       | 3       | 4            | 2            | 1            | 1            | 4            | 6            | 8      | 4      | 3      | 1      | 11     | 9      | +2 |

### Statistiche dei giocatori
| Giocatore         | Prima categoria | Prima categoria | Torneo di Consolazione | Torneo di Consolazione | Totale   | Totale |
| Giocatore         | Presenze        | Reti            | Presenze               | Reti                   | Presenze | Reti   |
| ----------------- | --------------- | --------------- | ---------------------- | ---------------------- | -------- | ------ |
| G. Ardizzi        | 4               | 1               | ?                      | ?                      | 4+       | 1+     |
| B. Bianchi        | 6               | 1               | ?                      | ?                      | 6+       | 1+     |
| L. Campana        | 1               | 0               | ?                      | ?                      | 1+       | 0+     |
| E. Chieppi        | 3               | 1               | ?                      | ?                      | 3+       | 1+     |
| L. Colombelli     | 2               | 0               | ?                      | ?                      | 2+       | 0+     |
| G. Cornolti (II)  | 6               | 3               | ?                      | ?                      | 6+       | 3+     |
| L.P. Cornolti (I) | 4               | 1               | ?                      | ?                      | 4+       | 1+     |
| G. Facoetti       | 6               | 0               | ?                      | ?                      | 6+       | 0+     |
| C. Fenili         | 2               | 1               | ?                      | ?                      | 2+       | 1+     |
| F. Malagni        | 3               | 0               | ?                      | ?                      | 3+       | 0+     |
| E. Moretti        | 1               | 0               | ?                      | ?                      | 1+       | 0+     |
| O. Moretti        | 1               | 0               | ?                      | ?                      | 1+       | 0+     |
| V. Pelvi          | 6               | 0               | ?                      | ?                      | 6+       | 0+     |
| P. Pianetti       | 6               | 0               | ?                      | ?                      | 6+       | 0+     |
| F. Pironi         | 6               | 0               | ?                      | ?                      | 6+       | 0+     |
| G. Pironi         | 5               | 0               | ?                      | ?                      | 5+       | 0+     |
| A. Ravasio        | 4               | 0               | ?                      | ?                      | 4+       | 0+     |